# Шутофедов Жорж Дорофійович
Жо́рж (Георгій) Дорофі́йович Шутофе́дов (1935 — 2014) — заслужений лікар України, почесний громадянин міста Покров, кавалер орденів «Знак пошани» та Трудового Червоного прапора.

## Життєпис
Народився 1935 року, здобув вищу освіту. Працював головним лікарем в Орджонікідзевській міській лікарні протягом 1967—2007 років.
Займався створенням та будівництвом багатопрофільного лікарняного містечка в місті Орджонікідзе.
Виховав доньок, з них Ірина Лендел — завідувачка неврологічного відділення Покровської центральної міської лікарні.
В червні 2016 року у Покровській лікарні відкрито меморіальну дошку Жоржу Шутофедову.